# Mesa de Calcote
Mesa de Calcote är en ort i Mexiko.   Den ligger i kommunen Chicontepec och delstaten Veracruz, i den sydöstra delen av landet, 200 km nordost om huvudstaden Mexico City. Mesa de Calcote ligger 235 meter över havet och antalet invånare är 155.
Terrängen runt Mesa de Calcote är kuperad åt sydväst, men åt nordost är den platt. Runt Mesa de Calcote är det ganska tätbefolkat, med 65 invånare per kvadratkilometer. Närmaste större samhälle är La Ceiba, 12,6 km söder om Mesa de Calcote. Trakten runt Mesa de Calcote består till största delen av jordbruksmark.